# 230ª Divisione costiera
La 230ª Divisione Costiera fu una divisione di fanteria del Regio Esercito Italiano attiva durante la seconda guerra mondiale che venne formata nel giugno 1943 e schierata in Sicilia, dove a luglio venne sconfitta dagli alleati.

## Storia
Il Comando della 230ª Divisione costiera venne costituito il 1º giugno 1943 a Verona per trasformazione di quello dell'8ª Divisione fanteria di marcia. Le divisioni costiere del Regio Esercito erano divisioni di seconda linea formate con riservisti ed equipaggiate con materiale di seconda scelta; reclutate localmente, erano spesso comandate da ufficiali richiamati dal pensionamento. Il 3 luglio 1943 la divisione venne schierata a Castelvetrano, in Sicilia sotto il XVI Corpo d'Armata ed il 10 luglio ricevette due reggimenti costieri e un reggimento di artiglieria dalla 202ª Divisione costiera; inoltre assunse la responsabilità per la difesa costiera del litorale tra Mazara del Vallo, Marsala e Trapani. Tra il 23 ed il 24 luglio venne investita dalle forze statunitensi provenienti da sud-ovest e dopo aver sostenuto vivaci combattimenti, venne sconfitta.

## Ordine di battaglia
- 120º Reggimento fanteria costiera
- 184º Reggimento fanteria costiera
- 43º Gruppo Artiglieria costiera[1]

## Comandanti
- Generale di Divisione Egisto Conti (1º giugno 1943 - 24 luglio 1943)[1]